# Écluse de Kelston

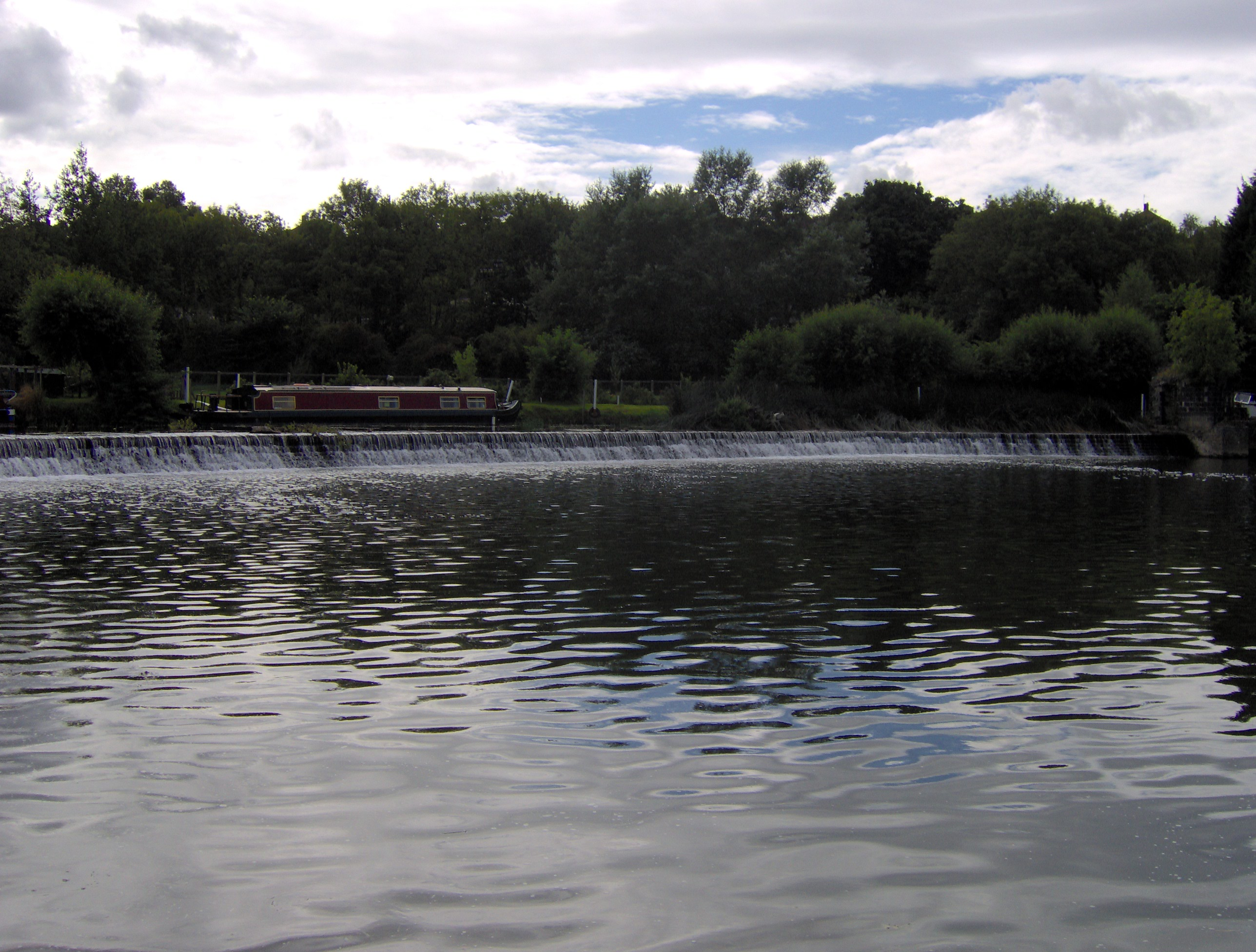
Le seuil à l'écluse de Kelston

L’écluse de Kelston est située sur la rivière Avon, entre les villages de Kelston et Saltford, entre Bristol et Bath, en Angleterre.
En amont et en aval de l'écluse et du seuil se trouvent des mouillages permanents. L’auberge au bord de l’eau (Riverside Inn) et la marina Saltford sont également à proximité.